# Valerius
För andra betydelser se Valerius (olika betydelser)
Valerius, död 7 april omkring 1224 var en svensk ärkebiskop av Uppsala stift från 1207 och fram till sin död cirka 1223.

## Biografi
Biskop Valerius deltog i slaget vid Lena 1208 och flydde sedan med kung Sverker den yngre till Danmark. År 1210 var han tillbaka på svensk mark och deltog i slaget vid Gestilren tillsammans med kung Sverker, som stupade under striderna. Därefter tvingades han som ärkebiskop viga Sverkers motståndare Erik Knutsson till kung – den tidigast dokumenterade kungakröningen i Sverige. 
Valerius dog 7 april något år före 1224 men efter det av Chronicon rerum Sveogothicarum och Chronologia vetus felaktigt angivna dödsåret 1219.